# Николай Джамбазов (капитан)
Николай Василев Джамбазов е български капитан, български мореплавател, направил сам околосветско пътешествие със самоделна яхта.
През 1980 г. участва в най-известната регата за самотни мореплаватели ОСТАР от Плимут, Англия до Нюпорт, Род Айлънд, САЩ.
Капитан Джамбазов започва да строи своята яхта – „Тангра“ през 1973 г. На своето околосветско пътешествие тръгва на 1 септември 1983-та година от Созопол. Много фактори са спирали неговото пътуване, най-влиятелен фактор, в това неговото дело да не се осъществи е ръководството на БКП в родния му град – Бургас. Заради това, Николай Джамбазов, се налага да каже, че ще пътува до Канарските острови за да направи научнопопулярен филм. Той отплава на пътешествието заедно с Александър Вазов, който по-късно е оставен в Тунис, който от там се прибира в България, а той продължава към Канарските острови. От Канарски острови пътува до Австралия без да спира, като пресича Атлантическия океан. Като пристига в Австралия, остава за да ремонтира яхтата си. Завръща се в Бургас, през 1985-та година и е посрещнат от духова музика, ограден с много общественици и граждани. След пенсионирането си работи като капитан на чужди яхти. Живее в София, а от 1999 г. живее в САЩ. Той е почетен гражданин на София и Бургас.

## Яхтата „Тангра“
Дължината на яхтата е 11 метра. Италиански капитан е предлагал 200 000 долара на Джамбазов, за неговата яхта и да я превърне в музей. Яхната е продадена на български бизнесмен, който я продава на руснак.

## Творчество
Джамбазов има издадени три книги:„Тангра в океана”, „Черната овца“ и „С Тангра срещу вятъра“.